# Шульц, Вилли
Ви́лли Шульц (нем. Willi Schulz; родился 4 октября 1938 года) — немецкий футболист, играл на позиции защитника.

## Карьера
Один из самых знаменитых игроков Германии 60-х и один из самых заметных защитников «немецкой машины». В Германии играл за 2 клуба — «Шальке» и «Гамбург». За «Шальке» он играл в течение пяти лет, но покинул команду из-за слабых результатов — в те времена «Шальке» мало чем выделялся. Выступления за «Гамбург» были чуть более успешными, хотя и этот клуб тоже не считался знаменитой немецкой командой. За «Гамбург» он сыграл 211 матчей и забил в них 3 мяча.
Больше всего Вилли запомнился своими выступлениям за сборную. За 10 лет он надевал футболку национальной команды 66 раз, участвовал в трёх чемпионатах мира.